# Slashdot
Slashdot (ofta förkortat "/.") är en stor amerikansk webbplats med nyheter, diskussioner och bloggar kring Linux, fri programvara, öppet innehåll, upphovsrätt, programvarupatent, astronomi och annat. Slashdot ägs av Geeknet, Inc.
Varje nyhet följs av en intensiv diskussion, som ofta innehåller intressantare information än själva artikeln[källa behövs]. För att göra diskussionerna överblickbara har Slashdot utvecklat ett innovativt system för att poängsätta inlägg. Av flera hundra inlägg kan den kräsne välja att bara se den handfull som fått flest poäng.
Namnet "slashdot.org" kommer sig av att webbplatsens grundare ville ha en URL som skulle vara helt omöjlig att läsa högt ("h-t-t-p-colon-slash-slash-slash-dot-dot-org").
Den numera kraftigt omstrukturerade svenska webbplatsen Gnuheter påminde i sin ursprungliga form om Slashdot.

## Slashdot-effekten
En notis på Slashdot kan få katastrofala följder för en underdimensionerad webbserver, webbplatsen hänvisar i allmänhet sin publik till källan för att få mer information varför omedelbart efter en publicering en omfattande trafikökning kan noteras på den slashdottade webbservern.